# 大阪府教育センター
大阪府教育センター（おおさかふきょういくセンター、英称：Osaka Prefectural Education Center）は、大阪府が設置する教育に関する研究及び教育関係職員の研修を行う機関である。

## 概要
大阪府における教育の振興を図るため、1993年に前身の大阪府科学教育センターを改めて大阪府教育センターが設置される。また、2011年には全国初の教育センター附属の高等学校も設置される。

## 所在地
- 大阪府教育センター - 大阪府大阪市住吉区苅田4丁目13番23号
- 大阪府教育センター附属高等学校 - 大阪府大阪市住吉区苅田4丁目1番72号

## 事業
事業内容は下記の通りである。
1. 教育関係職員の研修に関すること
2. 教育に関する専門的又は技術的事項の調査及び研究に関すること
3. 教育に関する資料の収集及び提供に関すること
4. 教育相談に関すること
5. 大阪府教育センター附属高等学校との連係及び協力に関すること
6. 前項に掲げるもののほか、教育の振興を図るために必要なこと

## 沿革
- 1946年（昭和21年）4月 大阪府立科学教育研究所の設置
- 1947年（昭和22年）12月 大阪府新教育研究所の設置
- 1950年（昭和25年）4月 大阪府立科学教育研究所及び大阪府新教育研究所を発展的に解消し、大阪府教育研究所を設置
- 1962年（昭和37年）4月 大阪府科学教育センター条例の施行により大阪府科学教育センターを設置
- 1993年（平成5年）4月 大阪府科学教育センター条例が大阪府教育センター条例に改称されたのに伴い現在の名称となる
- 2011年（平成23年）4月 大阪府立大和川高等学校を大阪府教育センター附属高等学校に改編

## 組織
- 総務課
- 教育企画部
  - 企画室
  - 学校経営研究室
  - 人権教育研究室
  - 教育相談室
- 教育課程開発部
  - 学力向上推進室
  - カリキュラム研究室
  - 支援教育研究室
  - 情報・技術研究室
  - 理科教育研究室